# Trilogie de Bartiméus
La Trilogie de Bartiméus (Bartimaeus Sequence) se compose de trois livres de jeunesse de fantasy écrits par Jonathan Stroud et parus entre 2003 et 2005.
Les trois tomes se sont écoulés à plus d'un million et demi d'exemplaires dans le monde et sont traduits de l'anglais par Hélène Collon ; ils sont suivis d'un quatrième volume paru en 2011 et se situant au Xe siècle av. J.-C.

## Résumés

### L'Amulette de Samarcande(2003)
Bartiméus (prononcez Bartiméouss ou Bartiméuss), djinn vieux de quelque 5 000 ans, qui conversa avec Salomon, reconstruisit les remparts d'Uruk et de Prague, est invoqué, au XXIe siècle, par un jeune apprenti magicien (nom de naissance Nathaniel) résidant à Londres, qui va lui demander, à sa grande surprise, de subtiliser au puissant magicien Simon Lovelace l'amulette de Samarcande. Celle-ci est en fait au centre d'un complot qui entraînera Bartiméus à sauver régulièrement la vie de son maître surdoué, au cours de leur périple. Mais Nathaniel est imprévisible et Bartiméus doté d'un humour décapant – il s'amuse aux dépens des magiciens, démons et plébéiens.

### L'Œil du Golem(2004)
Nathaniel, recruté par le ministère britannique, et son démon Bartiméus doivent faire face aux conspirations d'un groupe de plébéiens capables de voir les démons, et à un magicien ayant créé la pire créature qui soit : un golem, capable de détruire l'Essence des démons par simple contact physique (ou de l'Essence, en l'occurrence). De Londres à Prague, on retrouve les deux héros et une certaine Kitty, membre de la Résistance, luttant contre les magiciens et leurs esclaves : les démons.

### La Porte de Ptolémée(2005)
Dans ce livre, on retrouve Nathaniel, devenu membre éminent du gouvernement, et Bartiméus durant la féroce guerre opposant l'Angleterre à l'Amérique. Les plébéiens se rebellent contre les magiciens lors d'émeutes, de faits de vandalisme ou de réunions secrètes. Profitant du chaos et du mécontentement de ceux-ci, un sombre personnage tisse sa toile et fomente un complot lui permettant de devenir maître du monde grâce à une technique nouvelle, mystérieuse et terriblement dangereuse. Mais le jeune homme et l'esprit à la retraite veillent. Dans ce tome, on en apprend plus sur l'un des premiers maîtres de Bartiméus, Ptolémée, et sur son triste destin. Nathaniel retrouvera enfin sa vraie nature, celle du petit garçon qu'il était, avant que le livre ne se termine sur une note tragique.

### L'Anneau de Salomon(2010)
Ce livre, paru en France en octobre 2011, se situe chronologiquement avant les trois premiers. Bartiméus est alors à l'époque du règne de Salomon qui a fait de Jérusalem une ville florissante grâce à son puissant anneau magique particulièrement redouté. Comme à son habitude le djinn multiplie les attitudes provocantes et se retrouve au service du magicien Khaba dit "le Cruel". A l'autre bout du royaume, Asmira, une jeune gardienne très agile, est chargée par la Reine de Saba d'une mission singulière et risquée : mettre fin à la menace que représente Salomon et son anneau pour le royaume de Saba.

## Personnages principaux

### Les magiciens
Dans tous les tomes :
- M. Rupert Devereaux : premier ministre de Grande-Bretagne et de l'Empire. C'est un magicien de puissance moyenne, mais un homme politique retors, qui est parvenu à son poste en dressant ses rivaux les uns contre les autres. Il est possédé par un démon dans le tome 3.
- M. Carl Mortensen : ministre de l'Intérieur (tome 2), ministre de la Guerre (tome 3).
- Mme Jessica Whitwell : ministre de la Sûreté du Territoire - second maître de Nathaniel alias John Mandrake. Au lieu d'accepter la possession comme la plupart des membres du gouvernement, elle invoque un afrit qui détruit plusieurs démons incarné. Nouda la tuera quelques instants plus tard.
- M. Henry Duvall : chef de la Police. Dans le tome 2, et sur les conseils de Makepeace, il crée un golem, une créature totalement insensible à la magie des esprits. Duvall s'en servit pour répandre la peur dans Londres en commettant plusieurs attaques qu'il fera attribuer à la Résistance, afin d'augmenter les pouvoirs de la police. Démasqué, il se suicide en sautant par une fenêtre du 3ème étage de la Tour de Londres.
- M. Marmeduc Fry : ministre des Affaires Étrangères. Il est tué par un gnome caché dans la tourte qu'on lui servit lors d'un voyage en Amérique.
- Mme Helen Malbindi : ministre de l'Information
- M. Julius Tallow : chef des affaires internes. Il meurt dans le tome 2, dévoré par un afrit qu'il avait invoqué.
- M. John Mandrake (Nathaniel) : apprenti (tome 1), sous-chef des affaires internes (tome 2), ministre de l'Information (tome 3). Se sacrifie pour détruire Nouda.
- M. Edward Ffoukes : magicien du 4e degré, bureau des affaires internes
- Mlle Jane Farrar : sous-chef de la police
- M. Sholto Pinn : négociant ; propriétaire de Pinn's Equipements - Piccadilly Circus
- M. Quentin Makepeace : auteur dramatique ; auteur entre autres des Cygnes d'arabie, et antagoniste de Nathaniel dans le tome 3, où on apprend qu'il est à l'origine des événements des deux premiers.
- M. Arthur Underwood : ministre des affaires nationales (première moitié du tome 1) et premier maître de Nathaniel alias John Mandrake. Tué par Jabor sur ordre de Simon Lovelace.

### Les plébéiens
Dans tous les tomes :
- Kitty Jones : appelée aussi Clara Bell et Lizzie Temple dans le tome 3
- Jakob Hyrnek : ami d'enfance de Kitty et victime du sort d'un magicien en présence de celle-ci
- Terence E. Pennyfeather : leader du groupuscule "La résistance" comprenant les membres ci-dessous
- Anne Stefens
- Frederick Weaver
- Stanley Hake
- Nicholas Drew
- Clem Hopkins

### Les esprits
Dans les trois premiers tomes :
- Bartiméus : un djinn - au service de M. Mandrake. Sarcastique, rusé et un peu vantard, sa première invocation remonte à l'époque sumérienne. Il est un des narrateurs des romans.
- Couizole : un djinn - au service de M. Ffoukes. Tuée par le golem.
- Aneth : un djinn - au service de Mme Whitwell
- Némaïdès : un djinn - au service de M. Tallow
- Simpkin : un foliot - au service de M. Pinn. Tué par le golem.
- Honorius : un afrit - gardien de la tombe de M. Gladstone. Tué par le golem, après avoir semé la destruction dans Londres.
- Faquarl : un djinn - vieille connaissance de Bartiméus - au service de Simon Lovelace dans le tome 1, puis sera le premier esprit à posséder un être humain (et à gagner la liberté). Il sera tué par Nathaniel maniant le Sceptre de Gladstone.
- Jabor : un djinn - vieille connaissance de Bartiméus - au service de Simon Lovelace dans le tome 1. Tué par la faille ayant servi au passage de Ramuthra.
- Nouda : un esprit - au-dessus des marids. Tué par l'explosion du Sceptre de Gladstone.
- Ramuthra : entité supérieure invoquée par Simon Lovelace dans le tome 1, et totalement indestructible, car provoquant de graves perturbations dans la substance de l'univers. Il sera renvoyé dans l'Autre Lieu par Nathaniel.

Dans le quatrième tome :
- Faquarl : djinn au service de Khaba
- Gezeri : foliot au service de Khaba. Tué par Asmira.
- Ammet : marid au service de Khaba. Emprisonné dans une jarre par Uraziel, ladite jarre étant ensuite jetée dans les abysses.
- Uraziel : esprit de l'Anneau. Son pouvoir est incommensurable: il peut se transporter instantanément n'importe où, peut également faire de même avec n'importe quel objet, esprit ou humain. Il est également capable de congédier n'importe quel esprit, même invoqué par un autre magicien que le porteur de l'Anneau, et peut aussi invoquer plusieurs milliers de djinns, afrits et marids en une seconde, afin d'accomplir les souhaits de son maître. Uraziel peut créer des protections indestructibles contre la magie, et peut lui-même détruire n'importe quoi, voir à travers toute illusion, et dissimuler quelque chose de manière indétectable. Il est en revanche lié à l'Anneau (dit de Salomon), une bague en or portant une obsidienne. Si son porteur l'effleure, des esprits apparaissent et exécutent ses souhaits sans même qu'il ait à les formuler. S'il fait tourner l'Anneau, c'est Uraziel en personne qui apparaît. Cet objet confère le pouvoir absolu, mais puise dans la force vitale du maître, l'obligeant à en limiter son utilisation.

## Détails de l'univers des romans

### Le monde de la Trilogie
Le monde dans lequel évoluent les personnages est similaire au nôtre, par l'évocation de faits et lieux réels, entre autres, avec tout de même quelques différences majeures. Notons que l'ensemble peut aussi être lu comme une satire sociale, une stigmatisation de l'ambition et du désir de pouvoir, ainsi qu'une réflexion sur l'« humanité de l'humain » : dans bien des situations, le démon Bartiméus fait preuve de plus d'humanité que les magiciens, créatures d'ambition et de pouvoir, toujours plus avides de richesses. On y lit aussi entre les lignes un éloge de la rébellion, apanage de la jeunesse, incarnée dans le Tome II par la « Résistance ».
Le monde décrit est dirigé depuis toujours par la caste des magiciens qui, par l'intermédiaire des démons qu'ils invoquent, s'imposent au sommet de l'échelle sociale. La trilogie évoque de nombreux empires magiques ayant gouverné le monde avant de disparaître, tels que l'empire égyptien, le Saint-Empire-Romain, ou, dans le contexte des romans, l'empire britannique. Le cycle évoque donc toute une relecture de l'histoire, dans laquelle les personnages célèbres sont le plus souvent magiciens.
Le niveau technologique dépeint dans l’œuvre évoque le milieu du XXe siècle.
Les personnages se divisent en trois catégories : démons, magiciens et plébéiens.
Les démons sont des entités non humaines qui vivent dans « l’Autre Lieu ». Il existe plusieurs catégories d'esprits plus ou moins puissants (gnomes, foliots, djinns, afrits, marids, et bien d'autres entités hiérarchisées). Ces êtres, qui habituellement n’évoluent que dans « l’Autre Lieu », peuvent être invoqués par des humains : les magiciens. Dans le monde réel, selon l’étendue de leurs pouvoirs, ils peuvent se cacher des yeux des humains. Pour cela, ils se métamorphosent à différents « Niveaux de perception ». Un humain, ne voyant que sur un seul Niveau, percevra le djinn sous la forme que ce dernier aura choisi d’incarner. Au contraire, un autre djinn, capable de « voir » sur plusieurs Niveaux, le verra alors sous son véritable aspect. Les esprits possèdent une « Essence », et non pas un corps matériel. Cette Essence peut être blessée, notamment par les objets en argent.
Les magiciens et magiciennes ont été enlevés à leurs parents biologiques dans leur petite enfance pour effectuer leur apprentissage chez un tuteur. C’est dans cette « famille d’accueil » qu'ils apprennent l'art de la magie, et comment invoquer les esprits. Pour invoquer un démon, le magicien doit tracer au sol deux pentacles et se placer au centre de celui qu'il s'est réservé (l'autre étant muni de runes et de formules en tout genre permettant un meilleur contrôle du démon invoqué). Il peut alors appeler un démon qui apparaît dans l’autre pentacle. Dans son propre pentacle, le magicien sera protégé du démon, furieux d’avoir été arraché de force à son monde. Il faut que le magicien donne au démon des ordres auxquels ce dernier est contraint d’obéir. Il doit préciser que si ses ordres ne sont pas respectés, le démon mourra de la manière qu'il aura choisie. Le magicien peut alors sortir du pentacle. Le démon se doit d’obéir uniquement aux ordres qui lui ont été donnés (le magicien ne doit donc pas oublier de lui préciser qu’il n’est pas autorisé à le tuer !). Une fois ses vœux prononcés, le magicien peut choisir de renvoyer l'esprit dans son monde ou lui confier une autre mission, qu'il sera forcé d’accepter (tout en essayant de se venger). Comme on l’a vu, le magicien, de par son apprentissage, a perdu tout lien avec ses parents biologiques. Il perd également son nom de naissance (au terme de son apprentissage, il pourra se choisir un nom dans une liste de noms de magiciens : l'Almanach Dénominatoire). Cela est dû au fait que si un esprit venait à apprendre le nom de naissance du magicien qui l’a invoqué, il pourrait se soustraire à ses ordres et se venger en lui retournant par exemple tous ses maléfices.
Enfin il y a des « plébéiens », qui sont des humains « ordinaires ». Cette catégorie de personnes est exploitée par les magiciens, qui composent à la fois les forces de l’ordre et le gouvernement. Face à ce système totalitaire, une minorité de plébéiens se révoltent : ce sont les rebelles, qui par des vols et des attentats essaient de renverser le gouvernement des magiciens. Ces plébéiens peuvent exceptionnellement être dotés de « pouvoirs » : certains ont le don de résister à des attaques magiques mineures ou plus puissantes, d'autres peuvent percevoir une aura magique proche, voire percer à jour le « déguisement » d'un démon, c'est-à-dire le voir sous son vrai jour, et pas seulement au Niveau auquel il veut bien se montrer.

### Autre Lieu
C'est le Monde des démons, lieu sans substance ni temps, où l'on trouve des tourbillons de lumière à la dérive (démons), où tous les démons ne font qu'un, et où rien n'est définitif (par exemple les « avatars » que l'on peut créer rien qu'en se concentrant).
Les humains peuvent y accéder à l'aide d'un démon de confiance, en supprimant toutes les protections habituelles contre les entités invoquées (romarin, bougies, protections sur le pentacle, etc.), en prononçant la formule à l'envers et en remplaçant le nom de l'entité par son propre nom.
Ptolémée, premier à y être parvenu, conseille dans son livre de se munir d'un ankh ou d'une autre amulette (romarin, thym, argent, etc.) pour protéger son corps sur terre lors du voyage de son âme dans l'Autre Lieu. Seuls deux personnes y sont arrivées : Ptolémée (magicien de l'Égypte antique, à l'aide du djinn intermédiaire Bartiméus) et Kitty Jones (plébéienne, elle aussi à l'aide de Bartiméus, tome 3). Les conséquences de ce voyage sont une aura lumineuse et un vieillissement accéléré (en fonction du temps resté dans l'Autre Lieu).

### Esprits
- Mites : petits insectes volants armés de petites dents pointues.
- Gnomes : peureux démons n'ayant aucune volonté d'initiative.
- Gnomoncules : les mêmes en plus petits.
- Foliot: Esprits de puissance intermédiaire. Ils ne sont pas très courageux, mais leur discrétion en fait d'excellents espions. Certaines sous-espèces sont également des bâtisseurs, mais tombent en cendre en entendant des cloches.
- Succube
- Horla
- Utukku
- Djinn
- Afrit : entités de feu, ce sont les démons répertoriés les plus puissants après les marids. Tout comme ces derniers, l'aura de puissance qu'ils dégagent reste présente un certain temps après leur passage (quelques jours en général).
- Marid : terme utilisé pour désigner des démons exceptionnellement puissants (et pour la plupart retors). Ce sont les plus puissantes entités magiques dénommées, celles qui leur sont supérieures n'ont pas de désignation particulière.
- Et autres entités supérieures, comme Ramuthra ou encore Nouda.

Les esprits disposent de plusieurs pouvoirs lorsqu'ils apparaissent dans le monde des humains, notamment le fait que leur corps n'est pas strictement matériel, comme celui des humains qui est fait de terre et d'eau, mais au contraire composé d'air et de feu. Ainsi, ils peuvent modifier ce corps (qu'ils appellent « Essence ») à volonté et changer de forme. Malgré tout, leur forme réelle (celle qu'ils ont choisi de revêtir en étant invoqués pour la première fois) apparaîtra à un Niveau plus ou moins élevé, en fonction de l'esprit. Cette composition d'air et de feu explique aussi une répugnance particulière pour tout ce qui est construit par l'homme, et une répulsion de l'argent.
Ils peuvent aussi modifier leur Essence pour disposer de plusieurs pouvoirs :
- La Détonation (petite boule de force qui explose à tout contact avec la même intensité qu'une grenade - accessible à tout esprit sauf les mites et autres esprits inférieurs).

- La Pestilescence (nuage de fumée verte qui ronge tout ce qu'il traverse - accessible à tout esprit à partir des Djinns).

- L'Inferno (petite boule de feu lancée à vive allure qui va enflammer instantanément sa cible, n'en laissant que quelques cendres en quelques secondes - accessible à tout esprit à partir du Foliot).

- Le Flux (espèce de nuage transparent qui va déformer tout ce qui se trouve à l'intérieur de lui, mais beaucoup plus rapide qu'une Pestilescence - accessible à tout esprit à partir du Foliot).

- La Dissimulation (couche immatérielle qui recouvre une cible, la rendant invisible jusqu'à un niveau dépendant de celui du lanceur - accessible à tout esprit à partir du foliot).

- Une force exceptionnelle dépendante du niveau de l'esprit (accessible à tout Esprit à partir du gnome).

- Le Souffle docile (type de conjuration, forme une exhalaison par la bouche associée à un signe magique, et utilisé généralement pour ouvrir des brèches dans les nexus ou autres systèmes d'alarmes - accessible à tout esprit à partir du Djinn).

- Ouragan (violent souffle de vent qui projette la cible sur plusieurs mètres - accessible à tout esprit à partir du Djinn).

Ainsi que bien d'autres tels que la lévitation et autres pouvoirs mentionnés dans les livres. Il ne faut cependant pas oublier que chaque utilisation de la magie (même la Transformation) coûte de l'énergie à l'utilisateur, et qu'il ne pourra récupérer qu'après un séjour plus ou moins long dans l'Autre Lieu.

### Rites d'invocation des esprits
Les esprits s'invoquent par pentacles interposés. Seuls les magiciens possèdent les connaissances requises, sauf une plébéienne, une des héroïnes de l'histoire, Kitty Jones.

#### Le pentacle

Exemple de pentacle

On peut voir dans la trilogie qu'il est très dangereux d'invoquer un esprit hors d'un pentacle : ce dernier permet de soumettre  l'esprit invoqué à la volonté du magicien. En effet, l'invocation hors du pentacle libérerait l'esprit, qui serait alors capable de faire ce que bon lui semble, à commencer par dévorer son invocateur (ce fait est exposé en note de bas de page dans le tome 1 : selon Bartiméus, des magiciens de Santorin auraient invoqué hors pentacle une puissante divinité qui aurait détruit l'Atlantide).
Ainsi le magicien trace sommairement deux pentacles au sol, à la craie (les pentacles pouvant aussi être tracés de façon plus durable, c'est le cas entre autres de ceux présents chez les différents ministres, très souvent utilisés), l'un accueillant l'esprit invoqué, le second où il se place lui-même pour lui imposer sa volonté. Le pentacle a une forme déterminée et peut être renforcé par de nombreuses formules écrites ou dessins supplémentaires (comme mentionné dans les différents tomes, le pentacle d'Aldebrand, la Révocation automatique…). Le pentacle est parcouru d'inscriptions rédigées en grec, en latin, en araméen en copte et autres langues anciennes. Il est important pour le magicien d'éviter les imperfections telles que les fautes d'orthographe ou de syntaxe, les discontinuités dans les traits du pentacle ou autres, car cela libérerait l'esprit (dans le tome 2, Julius Tallow se fait dévorer par l'afrit qu'il a invoqué à cause d'une coquille volontaire de son éditeur, dont il a grièvement blessé le plus jeune fils).

#### Aides additionnelles
L'invocateur doit également disposer autour des deux pentacles divers aromates (romarin, thym...), bougies et encens pour se protéger de l'esprit.

#### Formules invocatoires
Les formules à prononcer sont en grec, latin, araméen, tchèque (plus différentes langues anciennes), et doivent être scrupuleusement énoncées, sous peine de voir le démon échapper à tout contrôle. Il existe six paroles de commandement qui servent à faire apparaître et solidifier le démon, le soumettre et l'obliger à obéir.